# Хералдика
Хералдиката е наука за гербовете. Заражда се през ХІ-ХІІ век, когато към кралските дворове и при едрите феодали се назначават церемониалмайстори (херолди, откъдето и името хералдика), които се занимават с произхода, създаването и ползването на гербовете и други означителни знаци.

## История

### Античност
Изработването и използването на всякакви знаци и символи е свойствено за човека. Обичаят да се избира отличителна емблема или знак за един човек, или за целия род или племе, има много дълбоки корени и е разпространен по целия свят. Заражда се още в първобитнообщинния строй, породен от особеното миросъзерцание, свойствено за всички народи в праисторическия период от тяхната история.

Родовите знаци и символи се наричат тотеми – те са първообразите на появилите се по-късно гербове. Терминът „тотем“ произлиза от Северна Америка и на езика на индианците оджибуей думата „ототем“ означава „неговия род“. Обичаят на тотемизма се състои в избирането от рода или племето на някое животно или растение, което представлява техен покровител или прародител, от който произхождат всички негови членове. Този обичай съществува при древните народи и в онези племена от нашето съвремие, които още живеят първобитно като своите предци. Древните славяни също са имали свои тотеми. Това са свещени животни, дървета или растения. Сред азиатските народи като тюркските и монголски племена съществува подобен обичай „дамга“ – знак за родова принадлежност, която представлява животно, птица или оръжие и се приема от всяко племе като техен символ, който се изобразява на знамената и с който са белязали кожите на животните от техните стада. Киргизите имат предание, според което Чингис хан дал на всеки род своя дамга.
Още през древността се появяват различни символически изображения върху военните доспехи, знамена и лични вещи, които може да се смятат за първообрази на съвременните гербове. В произведенията на Вергилий и Плиний и други антични автори се срещат свидетелства за използването на такива знаци. И легендарни герои, и реални исторически личности, като царе и пълководци, често имали свои лични емблеми. Така например на шлема на Александър Македонски е изобразяван морски кон (хипокамп), шлема на Ахил – орел, на шлема на царя на Нумибия – куче, на шлема на римския император Каракала – орел. Щитовете също се украсяват с различни елементи, например с изображения на отсечената глава на горгоната Медуза. Но тези знаци се използвали само като украшение, произволно сменяли своите притежатели, не се предавали по наследство и не се подчинявали на никакви правила. Само някои емблеми на острови и градове от античния свят се използвали постоянно – на монетите, медалите и печатите. Емблемата на Атина е сова, на Коринт – пегас, на остров Самос – паун, на остров Родос – роза. Тези няколко примера може да се смятат за първоначалното зараждане на държавната хералдика. Повечето древни цивилизации са имали в своите култури някои елементи от хералдиката – например система от печати или щампи. В Асирия, Вавилон и в Древен Египет печатите се използвали както и в Средновековна Европа за удостоверение на документи. Още през третото хилядолетие преди новата ера шумерските градове имали свой „герб“, който представлявал орел с лъвска глава. Емблемата на древен Египет е кобра, на Армения – коронован лъв, на Персия – орел. Впоследствие орелът става герб на древния Рим. „Гербът“ на Източната Римска империя от времето на Зрялото средновековие до политическия ѝ край в 1453 г. фактически e двуглавият орел, заимстван по-късно от някои европейски държави.
Древните германи украсявали своите щитове в различни цветове. Римските легионери имали по щитовете си емблеми, по които можело да се определи тяхната принадлежност към определена кохорта. С особени изображения се украсявали римските бойни знамена – vexilla (оттук произлиза и названието на науката за знамената – вексилологията). За различните легиони и кохорти от римската войска се използвали и военни знаци – signa – във вид на различни животни – орли, глигани, лъвове, минотаври, коне, вълчици и други, които се носили пред войската на дълги дръжки. Често военните части получавали името на своята военен знак.
Различни системи от знаци, отличия и емблеми съществували отдавна и навсякъде, но хералдиката като особена форма на символиката възниква в процеса на развитието на феодалната система в Западна Европа.

### Зараждане на гербовете
Яркото изкуство на хералдиката се развива във време на културен и икономически упадък, настъпил в Европа след гибелта на Римската империя, и утвърждаването на християнската религия, когато възниква феодализмът и системата на наследствената аристокрация. Няколко са факторите, които способстват за появата на гербовете. Най-важните от тях са феодализмът и кръстоносните походи. Смята се, че гербовете се появяват през Х век. Първите гербове, изобразени на печати, приложени към документи, датират от ХІ век. Трябва да се има предвид, че в епохата на поголовна неграмотност, каквато е тази на европейското Средновековие, използването на гербовия знак вместо подпис и като обозначение на собственост е единственият начин за много хора да заверят документ от свое име. Такъв опознавателен знак е понятен и за неграмотния човек (напълно е възможно гербовете да са се появили първоначално върху печатите, а след това и по оръжията и облеклата).
Ясни свидетелства за съществуването на хералдиката се появяват едва след края на кръстоносните походи. Най-ранното такова свидетелство е открито върху гробницата на Жофроа Плантагенет (умрял през 1151 г.) – граф на Анжу. То представлява изображение на самия Жофроа с гербов щит, на който на синьо поле са поставени четири златни лъва.
Първият английски крал, който е имал свой личен герб, е Ричард I Лъвското сърце (1157 – 1199 г.). Неговите три златни лъва се използват и до днес от всички английски кралски династии.

### Кръстоносните походи
Кръстоносните походи, продължили от 1096 до 1291 година, са цяла епоха в европейската история. Началото на тези двувековни войни е провокирано от завладяването на Светите земи от мюсюлманите, които оскверняват християнските светини и възпрепятстват желаещите да се поклонят в Йерусалим. Истинската причина за тези продължителни войни е многовековното противопоставяне между Европа и Близкия изток, продължаващо и до днес.
Първият кръстоносен поход е от 1096 г., но гербовете най-вероятно са се появили по-рано. Проблемът в установяването на зараждането на хералдиката се състои в това, че първите документирани свидетелства за гербовете се появяват минимум около двеста години след тяхното възникване. Този факт може да се обясни с тясната връзка, която съществува между кръстоносните походи и зараждането на хералдиката. Именно по време на двувековните походи на западните рицари използването на гербовете придобива масов характер. Това създало потребността от създаването на подредена и точна система на символическите изображения, които са средство за комуникация, тъй като гербът е служил като опознавателен знак, носещ информация за притежателя му и е трябвало да бъде добре разпознаван от далечно разстояние.
През ХІІ век рицарските доспехи стават все по-сложни – шлемът закрива цялото лице на рицаря, самият той се облича от главата до петите с броня. Освен това при някои отличия всички доспехи са еднотипни, което затруднило разпознаването на рицаря не само отдалеч, но и от съвсем близко разстояние. Това дава импулс за масовото използване на герба като опознавателен знак. В допълнение към герба, изобразен на щита, постепенно се появяват и допълнителни гербови знаци, които идват на помощ на рицарите, за да се познаят един друг и от разстояние и в разгара на битката: нашлемник (crest) – представлява закрепени на върха на шлема украшения от животински рога и птичи пера (този елемент се развива по време на рицарските турнири), а също и хералдически вимпели и щандарти. Съчетанието на двата вида родови знаци – щита и нашлемника – представляват основата на бъдещия герб.
Има и други признаци, по които съдим за масовата поява на гербовете по времето на кръстоносните походи, и които впоследствие стават основни елементи в хералдиката. Например терминът емайл, който се използва в хералдиката за обозначение на хералдически цвят, произлиза от персийската дума „mina“, означаваща небесен син цвят. Хералдическото название за синьо „azur“ произлиза от персийското „azurk“ – синьо. Названието за хералдическото червено – „гюлз“ (gueulez) – произлиза от украсените с пурпурен цвят кожи, с които кръстоносците обшивали своите походни дрехи около шията и ръкавите. Названието на цвета произлиза от думата „gul“, която на персийски език означава „роза“. Произходът на зеления цвят – „vert“, също се свързва с Изтока. Оранжевият цвят, често срещан в английската хералдика, се нарича „tenne“ – от арабското „henne“. Така се нарича жълто-червената боя на растителна основа, известна ни като „къна“.
Своят произход от кръстоносните походи имат и други два елемента на герба – наметката (lambrequin или mantling) и бурлетът (burrelet или wreath). По време на Първия кръстоносен поход десетки рицари всекидневно умирали от зноя на пустинята, затворени в нажежените си доспехи. Така се наложило кръстоносците да заимстват от арабите способ, с който да се спасят от горещото слънце и да спрат нагряването на шлема, като използвали парче плат, набран на главата и плещите и закрепен на главата със сплетен венец от камилска вълна и копринени нишки. Така наречената „куфя“ и до днес е неотменна част от арабското всекидневно облекло. От нея произлизат и наметката („lambrequin“) и бурлетът (от франското „burrelet“ – венец).
И така, събраните на едно място множество феодали от различни страни, многонационалния характер на кръстоносната армия, необходимостта да се опознават един с друг (в условията на неграмотност и езикови бариери) и от утвърждаване на свето собствено име, а също и поради особеностите на въоръжението и множеството заимствания от източните цивилизации, всичко това става причина за възникването на хералдиката като наука.

### Рицарски турнири
В рицарските турнири гербът също е задължителен елемент. Турнирите се появяват преди кръстоносните походи. Още през 842 г. при преговорите в Страсбург между Карл Плешиви и Людовик Немски се споменава за военни игри. Вероятно турнирите се оформят във Франция в средата на ХІІ век, след което се разпространяват в Англия и Германия.
За дълъг период от време рицарските турнири стават неотменна част от западноевропейския живот. За участие в тях се допускали само рицари с безупречна репутация. Нарушението на рицарския кодекс носи позор за прегрешилия рицар. Около 1292 г. са въведени нови, по-безопасни правила, които позволяват използването само на тъпо оръжие. Легендарният крал Артур също взема участия в рицарски турнири. Той въвежда на мода сложните нашлемници. Палатките или шатрите, в които рицарите се приготвяли за състезанието, служели за място за почивка между състезанията и за съхраняване на оръжията (такива шатри използвали и кръстоносците в своите походи). По-късно тези шатри ще намерят отражение в хералдиката като се превърнат в хералдическа мантия.
От див кървав двубой рицарските турнири се превръщат в красиви театрализирани представления, в които формалностите придобиват все по-голямо значение, а борбата става по-маловажна и по-условна. Турнирите традиционно представляват подчертано благоговение пред жените, а наградата на победителя се дава от ръката на някоя дама.
Главният пропуск за участие в рицарски турнир е гербът, доказващ благородническия произход на собственика и неговото положение в родовата йерархия. За знатните особи, каквито били херолдите, предоставеният рицарски герб съдържал цялата им необходима информация, която да осигури участие на своя гербопритежател. Ето защо важна част от турнирния етикет са били гербовете, които станали толкова много, че се наложило да се сложи ред в тази област.

### Формиране на хералдиката
Едва няколко столетия след възникването на гербовете започват да се появяват и първите научни хералдически трудове и гербовници, най-ранен от които е „Zuricher Wappenrolle“, съставен в Цюрих през 1320 г.
Във Франция в края на ХІІІ век Яков Бретекс описва рицарските турнири и гербовете на участниците в тях. Най-ранният труд, в който се описват правилата на хералдиката, е монографията на италианския юрист Бартоло, чийто „Tractatus de insigniis et armis“ е публикуван през 1356 г.
Бери, главен херолд на Франция по времето на Шарл VII (1403 – 1461 г.), по заповед на краля обикаля цялата страна, като посещава замъци, абатства и гробища, изучава гербовите изображения и съставлява родословията на старинните знатни фамилии. На базата на това му изследване той съставя труда си „Le registre de noblesse“. След него френските херолди започват да издават регулярно генеалогически записи. Аналогично задание получили от кралете в периода от Хенри VIII (1491 – 1547 г.) до Джеймс I (1566 – 1625 г.) английските херолди, които осъществявали така наречените „хералдически визити“. Тези „визити“ представляват инспектиращи посещения из цялата страна, чиято цел е да преброи благородническите семейства, да регистрира гербовете им и да провери техните юридически права за ползване. Оказва се, че повечето от старинните гербове, появили се до 1500 г., са присвоени от техните собственици самоволно, а не по желание на краля. Измислянето на прост герб не е било трудно. Ситуация, при която трима благородници, без родствена връзка помежду си, имали еднакви гербове, не била рядкост, а само доказвала, че тези гербове са приети произволно. Когато на такава основа започвал спор между различните благородници, всеки от тях се обръщал с призив към краля като последна инстанция. Интересното е, че когато спорът се разрешавал, този благородник, който трябвало да се откаже от герба си, се утешавал с факта, че можел самостоятелно да си измисли нов герб. Материалите, събрани по време на „хералдическите визити“, влезли в основата на английската генеалогия и хералдика.

## Хералдически правила

### Хералдически цветове
Хералдическите цветове се разделят на метали, класически цветове и кожи (в смисъл на кожа заедно с космите, козина, англ. furs).
В хералдиката се използват седем цвята: два метала и пет цвята. Първоначално са се използвали само четири цвята – червен, син, черен и бял, но след това се появяват и допълнителните цветове: зелен, жълт и пурпурен. Жълтият и белият цвят съществували наравно със златните и сребърни цветове, след което по-късно са заменени от тези два метала и самостоятелно вече не се използват. Особен тип хералдически цветове е кожата, която бива хермелинова и кожа от катерица.
Ограниченият набор от цветове в хералдиката е продиктуван от практически съображения. Гербът е служел преди всичко на военните като опознавателен знак, който трябва добре да се различава от разстояние. Неговото оцветяване е трябвало да бъде ярко и контрастно. Последният принцип е записан във важното хералдическо правило, че емайлите могат да се нанасят само на метали, а металите само върху емайли (кожите и натуралните цветове могат да се поставят както върху емайлите, така и върху металите).
В полевите условия, когато е трябвало да се изобразяват гербовите фигури, са били достъпни само прости бои, даващи основните цветове. Това позволява създаването на такава система, която лесно да се поддава на стандартизация. Изключение от правилото са случаите, при които някои детайл от герба или животно – нокти, език, очи или клюн (такова животно се нарича „въоръжено“), се оцветява с цвят, различен от този на основната фигура, и съвпадащ с цвета от полето на щита.
За да могат да се разпознават хералдическите цветове на щита при онези случаи, при които липсва цвета и герба като при гравюрите например, тоест в черно-белите изображения, през ХІІ век е приета системата на Силвестър Петра-Санкта или така наречената шафировка. Този италиански херолд предложил графически да се разграничават цветовете с помощта на линейни щрихи.

#### Символика на хералдическите цветове
Може да се предположи, че само първите гербове представяли произволно взети изображения, без какъвто и да е влаган смисъл в тях. Но в пропитата от духовен мистицизъм епоха на Средновековието, когато дори в елементарните вещи хората се стараели да открият скрит смисъл, дори божествено откровение, на цветовете, както и на другите хералдически елементи, започнали да им се придават конкретни символни значения. Тъй като нямало точна система, която да попречи на всеки да влага определен смисъл в хералдическите цветове, съвсем естествено е, че днес съществуват множество разнообразни тълкувания, предлагани от различни източници. Ето най-разпространените от тях:
- Злато (Or) – този цвят е „кралят“ на металите, символизира знатност, могъщество и богатство, а също така и християнските добродетели вяра, справедливост, милосърдие и смирение.
- Сребро (Argent) – символизира благородство, откровеност, а също и чистота, невинност и правдивост.
- Червено (Gules) – символизира храброст, мъжество, любов, а също и кръвта, пролята в битка.
- Синьо (Azure) – символизира великодушие, честност, вярност и безупречност, или просто символизира небето.
- Зелено (Vert) – символизира надежда, изобилие, свобода и радост, но може да означава просто ливадна трева.
- Пурпурно (Purpure) – символизира благочестие, умереност, щедрост и върховно господство.
- Черно (Sable) – символ на заплаха, мъдрост, постоянство в изпитанията, а също печал и траур.

Кожите, в съответствие със средновековните норми, могат да се използват само от кралски или аристократични фамилии като знак на тяхното изключително превъзходство (в наши дни палтото от скъпа кожа на някоя знаменитост също изпълнява тази функция), но днес това правило в известна степен се демократизира.

### Хералдически посоки
В хералдиката, когато се описва даден герб, то неговите страни се назовават огледално. Т.е. дясната страна на герб се пада наше ляво, а лявата страна – наше дясно; по същия начин, все едно срещу нас стои човек – тогава също неговата дясна ръка, например, за зрителя се пада от лява страна.
„Хералдично дясно“ е лявата страна на зрителя. Съответно „хералдическо ляво“ е дясната страна на зрителя.
Това огледално обозначаване произлиза от времето, когато гербът е бил носен на щит по време на битка или турнир, за да може отсрещната страна да го чете правилно. Следователно хералдическата страна винаги се отнася до носителя на щита (т.е. лицето, което стои зад щита), а не до наблюдателя. По същия начин, пръстени-печати имат огледална гравюра на герба, за да може, когато пръстенът се потопи във восък или мастило и се удари с него печат, да може печатът/гербът да излезе правилно – т.е. в посоката на четене.
В съвременната хералдика вместо термина „хералдическо дясно“ все по често се използва латинският израз „dexter“.

### Разделение на щита
Щитът е най-старата част на герба и главен носител на информацията, съдържаща се в него. В хералдиката страните на щита се определят не от положението на зрителя, а от това на този, който го държи. Поради тази причина хералдично ляво е всъщност дясно за зрителя и т. н. За да се определи в коя част на щита е разположена тази или онази фигура, трябва да се различат следните области на щита, показани на рисунката:
В повечето случаи щитовете биват разделяни на множество полета. Това може да става по четири основни начина:
- разсичане с помощта на вертикални линии
- пресичане с помощта на хоризонтални линии
- скосяване отдясно с помощта на диагонални линии, започващи от горен десен хералдически ъгъл
- скосяване отляво с помощта на диагонални линии, започващи от горен ляв хералдически ъгъл
- разсичане с помощта на Андреевски кръст
- кръстообразно разсичане
- разсичане с помощта на шеврон
- вилообразно разсичане.

### Съставни части на герба
Гербът може да бъде изобразен в малка, средна или голяма (тържествена) форма. Малката форма на герба се състои само от щита. Средната форма на герб представлява изобразяване на щита, нашлемника и наметката. Голямата форма на герба включва в себе си всички хералдически атрибути – шлем и нашлемник, наметка, щитодръжци, мантия, корона и девиз. Ето и повече подробности за всеки от тези елементи:

#### Щит
Щитът е основната част на герба и главен носител на информацията, съдържаща се в герба. Първоначално формата на хералдичния щит е повтаряла тази на реалния. Масовото разпространение на огнестрелното оръжие през ХV-ХVІ век обезсмислило използването му като средство за защита и това дало възможност на художниците да развихрят фантазията си и създадат щитове с най-причудливи форми. От тях девет се смятат за основни – старофренски или нормански (триъгълна форма), испански, италиански (овален), френски, английски, византийски (кръгъл), германски, дамски (ромбоиден) и квадратен.- Примери:
- Герб на Бургас
- Герб на Бобошево
- Герб на Мирянци

#### Шлем
Друг елемент на гербовете е шлемът. Той се поставя винаги над щита. В хералдиката навлиза към края на ХІІІ век. До началото на ХV век формата му е копирала тази на реалния, но след 1430 г. започнали да се употребяват така наречените „турнирни шлемове“, отличаващи се с елегантността си. През ХVІІ век във Франция херолдите разработват отделен тип шлемове за всяка аристократична титла. Тази система впоследствие е възприета в Англия, Испания, Португалия, с изключение на Германия. В хералдиката се използват различни шлемове според историческите традиции и разновидности в различните държави. Названията им също варират, произхождайки някъде от външния им вид, другаде според ранга на носителят им в йерархията и т.н.
- Шлем гърне (на английски: pot helm или great helm; Топфхелм
- Турнирен шлем (на английски: tourney helm)
- Турнирен шлем (на английски: tourney helm)
- Решетъчен шлем (на английски: barred helm)
- Решетъчен шлем (на английски: barred helm)
- Решетъчен шлем (на английски: barred helm) с корона

#### Нашлемник
Често в средните и големи форми на гербовете върху шлемовете се поставят нашлемници. Появата им е свързана с рицарските турнири, където са се използвали като допълнителен знак, по който можело да бъде разпознат даден рицар от останалите участници. Нашлемниците били изработвани от рога, дърво, кожа, папирус и други леки материали и много често повтаряли изображението на щита.
Обикновено нашлемникът повтаря главното изображение от герба (спомагателен нашлемник), но е възможно да представлява и отделен знак (самостоятелен нашлемник).
Основните типове нашлемници са:
- рога – те биват волски (във формата на полумесец), бикови (S-образни), еленски и кози;
- крила;
- пера – биват три вида – петелски, паунови и щраусови. Изобразяват се по едно, три, пет, или във вид на ветрило. Перата не трябва да излизат директно от шлема и затова винаги се показват от бурлет или зад корона;
- флагчета – изобразяват се в умален вид с квадратна или триъгълна форма. Те задължително трябва да имат гербовите цветове, а ако са повече от едно, се разполагат ветрилообразно;
- нехералдични фигури (естествени, изкуствени и фантастични);
- щитови (гербови) дъски – имат кръгла, шестоъгълна или ветрилообразна форма. Върху нея е възпроизведено изображението на щита. Краят и ъглите на тези дъски често са украсени с пискюли или пера;
- шапки.

- Герб на лондонския квартал Бексли с бял кон като нашлемник
- Герб на Мелбърн с кенгуру като нашлемник
- Герб на рода фон Грол от Баден-Вюртемберг с коза като нашлемник
- Герб Остоя с дракон като нашлемник
- Герб на унгарския род Палфи фон Ердьод (на унгарски: Pálffy de Erdőd) с елен като нашлемник
- Герб на Британската индоокеанска територия с кула като нашлемник
- Герб на град Окланд с цъфнал новозелански лен като нашлемник
- Герб на щата Мериленд с две флагчета като нашлемник
- полски герб „Борович“ с два ловджийски рога
- Герб на геманско-полските графове фон дер Борх-Лубешюц с три шлема, чиито нашлемници са: черен орел; орлови крила, между които една чавка; както и един червен орел

#### Бурлет
Бурлетът (на френски: Burlette; на английски: Wreath) e хералдически елемент, приличащ на венец от разноцветни тъкани, които се поставят над шлема и обикновено представляват преходно звено между шлема и нашлемника. Както наметката, така и бурлетът трябва да са оцветени в основните цветове на герба, като се следи правилото да се спазва последователността първата увивка да е в металически цвят, а втората – в цвят емайл. Обикновено бурлетът се състои от шест увивки.
- Бурлет
- Герб на Луи дьо Бургон, херцог на Бургундия, със синьо-жълт бурлет между шлема и короната
- Герб на Ан Жул, херцог дьо Ноай с червено-жълт бурлет между шлема и короната
- Герб на Канада с бяло-червен бурлет между шлема и нашлемника (лъв)

#### Корона
Като елемент от герба короната навлиза в хералдиката през 15 век. Съществуват много разновидности на хералдически корони, като всяка от тях може да поставя над шлема, направо над щита или над мантията. Нейната роля в герба е да покаже ранга/титлата на гербопритежателя. Във връзка с тази ѝ роля можем да отделим няколко типа хералдически корони: императорски, кралски и княжески корони, които се изобразяват във владетелските и държавни гербове (а също и в гербовете на административните области) и символизират суверенитет; корони на маркизи, графове, виконти, барони; аристократически диадеми; тиари, митри и кардиналски шапки; стенни корони, съставени от крепостни кули и стени, използвани в местната, предимно градска хералдика.
Хералдическите корони на царското семейство в Царство България (1908 – 1946 г.) са:
|     |        |       |                       |                   |
| цар | царица | принц | По-възрастна принцеса | По-млада принцеса |

Примери от градската хералдика на Република Италия:
|                                |                |                  |
| корона на италианска провинция | корона на град | корона на община |

Примери от градската хералдика на Федерална република Германия:
| |                                                    |
| Народна корона – използва се в гербовете на някои провинции като заместител на някогашната корона на монарсите. Представлява стилизирани лозови листа. | Крепостна корона в гербовете на берлинските райони |

#### Наметка
Освен с нашлемник често шлемът се украсява и с наметка (на френски: Lambrequin, на немски: Helmdecke на английски: Mantling). В хералдиката този елемент се появява през ХІV век, но реалното му използване в практиката датира още от времето на Втория кръстоносен поход.
Според правилото външната и вътрешна страна на наметката трябва да бъдат оцветени съответно в емайл и метал. В повечето случаи това са основните цветове от щита, но не е задължително. Можем да обособим три типа наметки:
- с равно подрязани краища – датират от 14 век (изображение 1)
- във формата на множество ленти – появяват се през 15 век и служат като доказателство за храбростта и участието на гербопритежателя в множество кървави битки (изображение 2)
- във формата на растителни орнаменти – появяват се през 16 век (изображение 3 от началото на века и изображение 4 от края на века) като художествена разновидност на предните два вида.  - Еволюция на наметката
  - Изображение 1
  - Изображение 2
  - Изображение 3
  - Изображение 4

Наметката може да бъде украсена и като се използва кожа – хермелинова или кожа от катерица. Понякога наметката се покрива с фигури, „зашити“ на горната страна на щита, друг път горната част на наметката се „осейва“ с малки нехералдически фигури, например липови листа, звезди, сърца, кръстове и други.
Ако в герба се използват два, три и повече шлемове, то тогава към всеки от тях трябва да има отделна наметка. Тя може да бъде оцветена не в два, а в четири цвята (особено, когато щитът е съставен от два герба). В този случай дясната страна от наметката се оцветява с цвета на най-дясната част на герба, а лявата – в цветовете на най-лявата част на герба.

#### Мантия
Мантията (на френски: Manteau, на немски: Wappenmantel, на английски: Mantle) присъства в големите форми на някои от гербовете. Тя е традиционна част от облеклото на монарсите и символ на тяхната върховна власт. В хералдиката навлиза през ХVІІ век. Право на мантия имат само императорите, кралете, князете (принцовете) и херцозите. Изобразява се в златен (само за императорите) или пурпурен (за всички останали) плат, подшит с хермелинова подплата и пристегнат в горните си краища със златни шнурове, завършващи с пискюли. Понякога мантиите са увенчани с куполообразни шатри от същата материя. Те напомнят за времето, когато всеки участник в рицарските турнири е имал собствена шатра, в която да си почива и преоблича.
- Мантия на герб
- Герб на Нидерландия – личен герб на краля
- Герб на Швеция –
- Герб на Лихтенщайн
- Герб на Белгия
- Герб на Руската империя

#### Щитодръжци
Щитодържателите представляват фигури, разположени от двете страни на щита, които го „поддържат“. По правило щитодръжците могат да бъдат хералдически животни – лъвове, орли, грифони, еднорози или човешки фигури – първобитни хора с дъбова препаска, ангели, светци или воини. В съвременната хералдика това правило търпи лека промяна. Например в много от държавните гербове на относително младите страни в Африка, Азия и Америка в ролята на щитодръжци влизат най-характерните представители на местната фауна – кенгуру, щраус (в герба на Австралия), антилопи, тигри, зебри (в герба на Ботсвана). Когато в ролята на щитодръжци са изобразени ангели, то тогава те се наричат щитоносци, тъй като не са стъпили на постамента, а летят.

Няма ограничения относно правото на ползване на щитодръжци в герба. Както и при девизите, така и тук те могат да бъдат сменяни по желание на гербопритежателя. По време на Руската империя, по канцеларски съображения е прието, че щитодръжци могат да имат само представителите на висшата аристокрация.
- Герб на България с два лъва като щитодържатели
- Герб на Лесото с два коня като щитодържатели
- Герб на Обединеното кралство – с лъв и еднорог като щитодържатели
- Герб на Танзания – с хора като щитодържатели
- Герб на Доминика с две императорски амазони като щитодържатели
- Герб на Австралия с кенгуру и ему като щитодържатели
- Герб на Баден-Вюртемберг с елен и грифон като щитодържатели

#### Постамент
С терминът постамент се обозначава платформата, на която се поставят щитодръжците, щита и целия герб. Постаментът може да представлява хълм, поляна (като в герба на Великобритания), леден къс (като в герба на Исландия), декоративна дървена плоча (като в герба на Швеция), планина, остров и други. Постаментът може да бъде и причудлива клонка, приличаща на излята чугунена решетка (като в герба на Царство България до 1947 г.). Той не е задължителен елемент на герба. Често служи за „закрепване“ на девизната лента. Щитодръжците винаги трябва да са „стъпили“ на постамента, независимо от тяхната форма. Изключение правят само щитоносците, които „летят“ във въздуха.
- Герб на България – с постамент във вид на дъбови клонки
- Герб на Великобритания с постамент във вид на поляна
- Герб на Исландия – с постамент във вид на айсберг
- Герб на Швеция – с постамент във вид на дялана дървена плоча
- Герб на Малави – с постамент във вид на скала
- Герб на Малта (1964 – 1975 г.) – с постамент във вид на остров

#### Девиз
Обикновено към герба се поставя и девиз. Той представлява кратко изречение, разположено около щита, чийто произход се крие в бойния вик, който изричали рицарите по време на участие в турнирните схватки. Първоначално се изписвали на латински или френски език, като най-разпространени. Впоследствие започнали да се използват всякакви езици. По правило цветът на буквите следва да съответства на основния метал от щита. Ето някои девизи от европейски гербове:
- Non Nobis, Domine, Non Nobis, Sed Nomini Tuo Da Gloriam! (на латински „Не нам Господи, а на Твоето име дай слава!“) – девиз на Ордена на тамплиерите.
- Съ нами Богъ (на руски „Бог с нас“) – девиз на Руската империя.
- Gott mit uns (на немски „Бог с нас“) – германски императорски девиз.
- Dieu et mon droit (на френски „Бог и моето право“) – девиз на Великобритания.
- Je maintiendrai (на френски „Ще оцелея“) – девиз на Холандия.
- Nihil sine Deo (на латински „Нищо без Бога“) – девиз на Кралство Румъния.
- Dieu protege la France (на френски „Боже, пази Франция“) – девиз на Кралство Франция.
- Viribus unitis (на латински „С общи сили“) – девиз на Австро-Унгария.
- L'union fait la force (на френски „Обединението прави силата“) – девиз на Белгия.

Оттук и националният девиз на България:
- „Съединението прави силата“

- Герб на България – с девиз „Съединението прави силата“
- Герб на Белгия с девиз L'union fait la force (на френски: Съединението прави силата)
- Герб на Великобритания с девиз „Dieu et mon droit“ (от френски: Бог и моето право)
- Герб на Барбадос с девиз „Pride and Industry“ (от английски: Гордост и усърдие)
- Герб на Кралство Румъния (1881 – 1947 г.) с девиз „Nihil sine Deo“ (от латински: Нищо без Бог)
- Герб на Танзания с девиз „Uhuru na Umoja“ (от суахили: Свобода и единение)

#### Боен вик
Бойните викове от Средновековието често са били част от гербове на благородници, рицари или държави. Днес, това е „отживелица“ и в съвременни (държавни) гербове, вместо боен вик се изписват официални девизи. В българския държавен герб девизът е „Съединението прави силата“.
Въпреки че девизът като гербов елемент е осъвременена версия бойния вик, то в хералдиката (науката за гербовете) това са две различни понятия, въпреки че често се бъркат и използват синонимно.
Девизът е елемент, разположен обикновено в долната част на даден герб. Той обикновено се отнася до морални или религиозни ценности, или мъдрости, които сплотяват даден народ – например, „Съединението прави силата“. При новосформирани държави, например, може да се измисли съответно нов девиз.
За разлика от това, бойният вик е елемент, който, в случай че въобще присъства, е разположен в горната част на даден герб. Той е историческа останка от Средновековието и не може да се „измисли“ в днешно време и да бъде използван в новосъздаден герб на новосформирала се нация. Бойният вик е нещо историческо, което или го е имало, или го е нямало. Той представлява възклицание или фраза, провиквана по време на военни сражения или битки, с цел да мотивира войниците – например: „Напре-е-е-д!“ или „На бо-о-о-й!“, или „Ура-а-а!“ и тем подобни.
Бойният вик като гербов елемент е особено разпространен на Британските острови и във Франция. Примери:
- Родът Монморанси[2] – една от най-старите и авторитетни благороднически фамилии във Франция, чието име произлиза от селището Монморанси близо до Париж и чиито членове от 1327 г. носят титлата „първите християнски барони на Франция“. От 1551 г. те носят титлата „Херцог Монморански“. Хенри IV ги обявява за „първата династия на Европа“ – след самите Бурбони, разбира се. Техният боен вик е бил: Aide le premier baron chretien! (от френски: „Помогнете на първия барон на християнството!“) и е вписан в бяла лента в горната част на герба им.
- Големият държавен герб на Кралство Франция и Кралство Навара от 1589 до 1790 г.[3] От възкачването на Анри III Наварски под името Хенри IV Френски до промяната на титлата на Луи XVI от „крал на Франция и Навара“ на „крал на французите“. Над щита на герба в лазурно-бяла лента е изписан надпис Montjoie Saint Denis, отнасяйки се до орифлама (известен още като Montjoie) – бойното знаме на кралската армия – и Свети Дионисий Парижки – покровител на Франция.[3]

- Галерия – разлика между боен вик и девиз като елементи на герб
- Герб на рода Монморанси с боен вик в лента (отгоре): Aide le premier baron chretien!
- Държавен герб на Кралство Франция от 1589 до 1790 г. с боен вик в лента (отгоре): „Montjoie Saint Denis“.
- Държавен герб на Република България с девиз в лента (отдолу): „Съединението прави силата“.

## Видове хералдика
С развитието на хералдиката и появата на все по-нови и нови гербове, които символизират както държави, монарси, отделни личности, така и други институции, се оформят няколко вида хералдика:

### Държавна и национална хералдика
Към държавната и национална хералдика спадат онези гербове, които символизират дадена държава, а впоследствие и определена нация. Обикновено в основата на държавните гербове стоят печатите и личните гербове на техните владетели.